# Принцип гласности судебного разбирательства
Принцип гласности судебного разбирательства — один из принципов судопроизводства, в соответствии с которым суд рассматривает дело в открытом для публики судебном заседании. Прозрачность правосудия способствует осуществлению справедливого судебного производства, которое является одним из основных принципов демократического общества. Принцип гласности закреплен и в международном, и в российском законодательстве. В России он проявляется также в обязанности судов публиковать сведения о судебной деятельности. Право на получение информации о деятельности суда и присутствие в открытом судебном заседании имеет каждый. Его ограничение предусмотрено только в определенных законом случаях.

## История принципа гласности судопроизводства в России

#### В судебной системе Российской империи
Принцип гласности появился в судебной системе Российской империи в 1864 г., когда Александр II провел судебную реформу. В судебной системе появились суд присяжных, мировые судьи, судебные приставы. Также реформа ввела принципы гласности, состязательности, независимости суда.
В дореволюционном законодательстве России к возможности ограничения гласности предъявлялись довольно жесткие требования. Закрытие для публики дверей судебного заседания рассматривалось как чрезвычайная мера. В случае необходимости рассматривать дело при закрытых дверях суд обязан был указать в определении, какие именно действия должны происходить при закрытых дверях и по каким причинам (ст. 621 Устава уголовного судопроизводства 1864 г.). Ограничения гласности были возможны в делах о богохулении, оскорблении святыни и порицании веры; о преступлениях против прав семейственных; о преступлениях против чести и целомудрия женщин; о развратном поведении, противоестественных пороках и сводничестве.

#### В советском законодательстве
С первых дней организации советского суда гласность судопроизводства декларировалась важнейшим принципом советского уголовного и гражданского процесса. 24 ноября 1917 г. Советом Народных Комиссаров опубликован Декрет № 1 «О суде». Он упразднил  существовавшую прежде судебную систему. Созданы два вида судов – народные суды и революционные трибуналы. В декрете заложены принципы судопроизводства: участие народных заседателей, выборность судей и заседателей, судопроизводство на языке местного населения, гласность процесса, независимость судей, право обвиняемого на защиту.
Инструкция Наркомюста РСФСР № 1 о революционном трибунале от 19 декабря 1917 г. установила публичность заседаний.
Инструкция об организации и действии местных народных судов от 23 июля 1918 г. устанавливала, что «все заседания суда открыты, но если в том по особым соображениям встретится надобность, публика может быть на время удалена по постановлению суда».
На практике революционные трибуналы и народные суды начинают использоваться против политических противников большевиков и закладывают основу тоталитарной политической системы в России. Начало террористической политике новой советской власти дает декрет от 5 сентября 1918 г. «О красном терроре».

#### Показательные процессы 1920-1930-х
После окончания Красного террора периода Гражданской войны политические репрессии в России продолжились. При составлении проекта Уголовного кодекса СССР в 1922 г. Ленин дает указания, что считать политическими преступлениями: «пропаганду, или агитацию, или участие в организации, или содействие организациям, действующим в направлении помощи» международной буржуазии. Меры наказания для указанных преступлений – расстрел (высшая мера наказания) и высылка за границу. «Суд должен не устранить террор… а обосновать и узаконить его принципиально».
Уголовный кодекс РСФСР 1922 года признавал преступлением  “всякое общественно опасное действие или бездействие, угрожающее основам советского строя и правопорядку, установленному рабоче-крестьянской властью”. Виновность может быть установлена также путем доказательства «намерения».
Вина, которую, согласно закону, необходимо доказать во время судебного процесса, предопределяется партийными властями, и целью суда становилась дискредитация политических противников. Этапом на пути к “Большому террору” стали показательные постановочные процессы конца 20-х гг. Во время подготовки к показательному «Московскому процессу эсеров» в 1922 г. Ленин направил письмо наркому юстиции, подчеркивая: требуются «постановки ряда образцовых (по быстроте и силе репрессии; по разъяснению народным массам, через суд и через печать значения их) процессов в Москве, Питере, Харькове и нескольких других важнейших центрах; воздействие на нарсудей и членов ревтрибуналов через партию в смысле улучшения деятельности судов и усиления репрессии; — всё это должно вестись систематично, упорно, настойчиво, с обязательной отчетностью».
За неделю до начала процесса был принят новый уголовный кодекс, по которому предстояло судить эсеров за деяния, совершенные несколько лет назад. Поскольку в процессе вскрылись случаи подтасовки и фальсификации фактов, давления на обвиняемых и свидетелей, была ограничена гласность процесса: подбиралась публика, которая сможет присутствовать в зале, адвокатам не выдавались стенограммы, началась цензура прессы. Практика подобных ограничений использовалась и в последующих судебных процессах, которые имитировали процесс судопроизводства. Политические процессы против оппозиции продолжаются. В 1928-1931 гг. состоялись показательные судебные процессы по сфабрикованным материалам: «Дело об экономической контрреволюции в Донбассе» («Шахтинское дело»), «Дело Промпартии», «Дело Союзного бюро ЦК РСДРП меньшевиков», «Дело Трудовой крестьянской партии», «Академическое дело».

#### Большой террор
С образования в 1934 году НКВД усиливается роль внесудебного разбирательства. Принятым после убийства Кирова законом от 1 декабря 1934 года устанавливается ускоренное и упрощенное рассмотрение уголовных дел.
Закон от 1 декабря 1934 года предписывал заканчивать следствие по делам о террористических актах в десятидневный срок, обвинительное заключение вручать обвиняемым лишь за сутки до рассмотрения дела в суде, слушать дела без участия сторон, не допускать кассационного обжалования и ходатайств о помиловании, а приговоры о расстреле приводить в исполнение немедленно после их оглашения. Нормы закона от 1 декабря были оптимальными для проведения широких террористических акций, а поэтому особенно активно использовались в 1937–1938 гг. Безусловно, с введением данного закона нарушался и утвержденный Конституцией принцип гласности судопроизводства, и право обвиняемого на защиту и обжалование приговора.
В 1936-1938 гг. прошли так называемые открытые московские процессы, которые были тщательно подготовлены и отрежиссированы. Как считают некоторые историки, эти судебные процессы даже репетировали, что свидетельствует об отсутствии какой бы то ни было состязательности сторон.

#### Публикации о процессах в 1960-е

###### Общественная кампания в защиту Синявского и Даниэля
В 1960-е попасть на политический процесс было практически невозможно: несмотря на закрепленный в законе принцип гласности процессы были на бумаге открытыми, но попасть пройти на них было нельзя. Исключением стал процесс 1964 года над Иосифом Бродским, запись которого осуществляла журналистка Фрида Вигдорова, чтобы рассказать о происходящем в суде. Формально процесс был открытым, в зале присутствовали родители поэта и несколько его друзей, однако помимо них в зале присутствовала  соответствующим образом обработанная публика. 
Внимание общества к принципу гласности судопроизводства было приковано в 1965 г. в связи с процессом Андрея Синявского и Юлия Даниэля.
Товарищи подсудимых опасались, что процесс пройдет в закрытом режиме, и чтобы привлечь внимание к происходящему, решили провести публичную акцию протеста. 5 декабря 1965 года, в День Конституции, на Пушкинской площади состоялся митинг, главным требованием которого было требование гласности предстоящего суда над арестованными.
В данном случае есть основания опасаться нарушения закона о гласности судопроизводства. Общеизвестно, что при закрытых дверях возможны любые беззакония и что нарушение закона о гласности уже само по себе является беззаконием…Владимир Буковский
Формально процесс Синявского и Даниэля считался открытым; на самом деле пускали по пригласительным билетам, которые раздавались в учреждениях, выборочно. Соблюдалась видимая законность, однако само обвинение и последующий приговор в публикации литературных произведений, т.е. фактически государственная цензура, вызвали международный скандал и протесты внутри страны, положившие начало диссидентскому движению в СССР. По результатам процесса была подготовлена “Белая книга” с материалами дела и отзывами советской и международной прессы.
Практика записи происходящего на политических процессах и сбор относящихся к ним документов получила широкое распространение. Вместе с пересмотром дел в отношении лиц, репрессированных в 1930-1940 гг., появляются многочисленные материалы о фальсификации материалов процессов 1930-х годов. Оставшийся в живых участник одного из открытых политических процессов 30-х годов – М. П. Якубович, рассказал, как инсценировался процесс “Союзного бюро меньшевиков”.

###### Освещение политических процессов в “Хронике текущих событий”
С 1968 года стала выходить “Хроника текущих событий”, которая освещала формально открытые процессы, в которых на практике о реализации принципа гласности судопроизводства речи не шло: 
- на суд над Владимиром Буковским была допущена мать, но не пустили друзей,
- суд над Анатолием Марченко проходил на территории исправительного учреждения, и никого, кроме заключенных и администрации, на него не пустили,
- свидетели по делу над Валентином Морозом заявили, что дадут показания только в открытом суде – председательствующий постановил, несмотря на протест адвоката, зачитать показания, данные на предварительном следствии,
- коллективное обращение о нарушении гласности суда над Андреем Твердохлебовым направили генеральному прокурору,
- не пускали друзей на процесс над Зиновием Антонюком – в суд привозили 10-15 человек, которые работали вместе с подсудимым.

15 апреля. В суд по-прежнему никого не пропускают. Еще нет 9 часов, во дворе всего 5 человек — Вера Лашкова, Мальва Ланда, Юрий Орлов, Александр Подрабинек, Сергей Ходорович. Милиция начинает теснить их и требовать, чтобы они вообще ушли от здания суда. Никто не спешит выполнить это требование. Кто-то достает Конституцию и читает статью о гласности суда. Милиционер-атлет со значком ’’Мастер спорта” отвечает: ’’Это для вас, а не для нас” и требует уйти теперь уже и с территории двора. С.Ходоровичу, стоящему метрах в десяти от входной двери, говорят, что он мешает проходить в суд. ”Я никому здесь не мешаю”. Тогда милиционеры хватают С. Ходоровича, вталкивают в машину и отвозят в 103-е отделение милиции. Туда же приходят оставшиеся четверо. Они подают письменные свидетельские показания об обстоятельствах задержания Ходоровича.

## Международное право
Положения о публичном судебном разбирательстве содержатся в ст. 10 Всеобщей декларации прав человека, ч. 1 ст. 6 Европейской Конвенции о защите прав человека и основных свобод, п. 1 ст. 14 Международного пакта о гражданских и политических правах.
Согласно пункту 1 статьи 6 ЕКПЧ:
Каждый... при предъявлении ему любого уголовного обвинения имеет право на... публичное разбирательство... дела... судом... Судебное решение объявляется публично, однако пресса и публика могут не допускаться на судебные заседания в течение всего процесса или его части по соображениям морали, общественного порядка или национальной безопасности в демократическом обществе, а также когда того требуют интересы несовершеннолетних или для защиты частной жизни сторон, или – в той мере, в какой это, по мнению суда, строго необходимо, – при особых обстоятельствах, когда гласность нарушала бы интересы правосудия».
В деле Рипан против Австрии (Riapan v. Austria) Европейский суд разъяснил, что 
…судебный процесс соответствует требованию гласности, если общественность может получить информацию о его дате и месте, и если это место легко доступно для общественности.

## Современное российское законодательство
Принцип публичности, или гласности судебного разбирательства, закреплен в ч. 1 ст. 123 Конституции РФ и детализируется в
ч. 7 ст. 241 УПК РФ, ст. 10 ГПК РФ, ст. 11 АПК РФ, ст. 24.3 КоАП РФ, ст. 11 КАС РФ.
Благодаря принятому в 2008 году ФЗ № 262 «Об обеспечении доступа к информации о деятельности судов» созданы сайты всех судов в России, на которых публикуются судебные решения, информация о работе судов, расписание дел.
Названные законы закрепляют, что в открытом судебном заседании могут присутствовать любые заинтересованные лица – слушатели, т.е. все, кто не являются участниками процесса. Присутствующие в зале суда могут фиксировать происходящее: вести аудиозапись, запись от руки, а также с разрешения судьи фотографировать, производить видеозапись, транслировать судебное заседание в Интернете, по радио или телевидению.

## Исключения из принципа гласности
Статья 6 Европейской конвенции приводит исчерпывающий перечень обстоятельств, при которых право на публичное разбирательство дела может быть ограничено: «…пресса и публика могут не допускаться на судебные заседания в течение всего процесса или его части по соображениям морали, общественного порядка или национальной безопасности в демократическом обществе, а также когда того требуют интересы несовершеннолетних или для защиты частной жизни сторон, или – в той мере, в какой это, по мнению суда, строго необходимо – при особых обстоятельствах, когда гласность нарушала бы интересы правосудия».
Российские процессуальные кодексы детализируют обстоятельства, когда судебный процесс может проходить в закрытом режиме.
Например, в соответствии с ч. 2 ст. 241 УПК РФ можно закрыть судебное разбирательство в случаях, когда:
• открытое судебное заседание может привести к разглашению государственной или иной охраняемой федеральным законом тайны; 
• рассматриваются уголовные дела о преступлениях, совершенных лицами, не достигшими 16 лет;
• рассмотрение уголовных дел о преступлениях против половой неприкосновенности и половой свободы личности и других преступлений может привести к разглашению сведений, унижающих их честь и достоинство;
• этого требуют интересы обеспечения безопасности участников судебного разбирательства, их близких родственников, родственников или близких лиц.

## Нарушение принципа гласности в современной России (2015-2020)
- Дела рассматриваются с нарушением расписания, либо на сайте судов размещена недостоверная информация (например, отсутствуют сведения о переносе заседания)

Я подождал в коридоре, пока секретарь освободится, и спросил ее, когда начнут слушать дело [назначенное] на 9.50.
– Оно прошло раньше, – говорит она, как само собой разумеющееся. – Вы же сами видели, что дело слушалось с задержкой.
– Но оно должно быть следующим, – возражаю я. – Вы никого не приглашали.

– Я не обязана, – отвечает она.

Низкий уровень информативности о рассматриваемых делах реально вызывает беспокойство. Например, информация о переносе судебных заседаний на сайте суда появляется спустя несколько часов после того, как запланированное заседание не состоялось. Это приводит к нервозности в работе, так как доверители интересуются судьбой дела, тогда как адвоката и других судебных представителей – если речь идет о гражданском деле – в суд не пропускают. Единственное средство связи – телефон – хоть и работает, но актуальную информацию выдают только в день запланированного заседания. Но при этом надо еще суметь дозвониться.

Только 1 апреля одному из наших коллег удалось дозвониться в суд и узнать, что заседание со 2 апреля перенесено на 14 число. При этом на официальном сайте Солнцевского суда указано, что заседание в четверг перенесено из-за «неявки участников.
- Дела рассматриваются в нерабочее время (в выходные дни или после окончания работы суда, особенно в отношении задержанных на массовых акциях)

В суд еле-еле пустили защитника Анастасию Буракову, но не пустили ни друзей Пивоварова, ни депутата (меня): охрана суда отказалась разговаривать и отключила уличный звонок.

Часть задержанных во Владимире осудили тайно, в выходной день, закрыв суд, не пустив никого в здание, не позволив связаться с правозащитниками.

Мещанский районный суд закрывается на вход в 18 часов, в 17:50 приставы объявили, что вход для слушателей прекращается, в суд будут пускать только прессу.
- На сайте суда отсутствует информация о режиме (открытом/закрытом) заседания

На процесс пришли около 30 человек, но им заявили, что заседание будет закрытым, и отправили всех в коридор.

Перед началом допроса представитель гособвинения ходатайствовала об объявлении этого заседания закрытым, и судья удовлетворила данное ходатайство, несмотря на протесты подсудимых и их защитников.

По делу бывшего главы Серпуховского района Александра Шестуна за время эпидемии прошло три заседания: 17, 19 и 23 марта. Слушателей и журналистов не пустили ни на одно, говорит супруга обвиняемого Юлия Шестун. «Мы с журналистами приезжали каждый раз — каждый раз нас не пускали под предлогом карантина», — говорит Юлия Шестун.
- Отсутствие мест для публики в залах судебного заседания (в мировых судах могут зачастую поместиться 3-5 человек, судьи практически никогда не меняют залы заседаний на большие)

На предыдущем судебном заседании  родственников обвиняемых и представителей СМИ не пустили в  зал суда, поскольку им не хватило места. Из-за этого им  всем пришлось ждать окончания заседания в коридоре.

Заседание проходило в маленьком зале суда. Он вмещал максимум 15 человек, поэтому места хватило лишь сторонам по делу, ближайшим родственникам Зубкова и нескольким журналистам, заранее направившим редакционные письма в суд.

Как только мы приблизились, то увидели возле забора приставов, ОМОН и собаку. Когда мы попытались войти на территорию суда, нам преградили дорогу приставы, сказав, что нас не пропустят, так как зал рассчитан на 40 человек и мест больше нет.
- Намеренное игнорирование слушателей (приставы не разрешают ожидать заседания у дверей зала, а секретари намеренно не объявляют публике о начале слушания)

Я заглянула в зал и спросила, состоится ли заседание – секретарь сказала мне ждать в коридоре. Из-за двери было слышно, что судья и секретарь обсуждают, что не должны «никого зазывать на заседание». Спустя несколько минут из зала вышла секретарь и заперла дверь. На мой вопрос о времени начала слушания она сообщила, что судья уже выносит постановление, и что «они не обязаны никого приглашать к началу заседания».

«Сначала они сослались на то, что мне нужна аккредитация, но я возразил, что могу присутствовать как слушатель. Тогда они прицепились к фотоаппарату. Я сразу же им заявил, что не намерен вести съемку в здании суда. На это мне сказали, что журналистам нельзя входить в здание с фото- и видеокамерами», — рассказал журналист.

Я показала паспорт в раскрытом виде, но это не удовлетворило пристава. Он требовал отдать документ ему в руки. Потом из кабинета вышла какая-то женщина со словами: «Чего вы с ней возитесь, составляйте административный протокол», — и они начали распускать руки, буквально выталкивали из этого коридора. Иными словами, меня без причины не пустили к мировому судье подать документы.
- Незаконное требование предоставить документы в зале судебного заседания

Судья прерывает Загорского и просит пристава собрать у всех слушателей документы, подтверждающие, что они не являются свидетелями по уголовному делу, а "лишь представители свободной прессы".

На итоговом заседании 5-го февраля во Фрунзенском районном суде слушатели были вновь вынуждены показывать документы. Перед входом в зал № 612 приставы переписывали паспортные данные – всего пришло около 40 слушателей.

На входе в зал приставы проверяли паспорта у журналистов и слушателей. Хотя зал достаточно большой, приставы перестали пускать людей — несмотря на то, что на лавках еще явно есть места. Перед этим один из приставов проконсультировался с судьей, который уже находится в зале.
- Судебные приставы препятствуют ожиданию начала заседания перед залом

В Куйбышевском райсуде придумали свой креативный способ не пускать слушателей на заседание. Приставы выводят всех из коридора в холл, обещая пригласить на начало слушания, но не приглашают. Секретарь перед началом заседания закрывает дверь. Я практически чудом смог попасть в зал. Оставшись в коридоре, я услышал голос судьи, и вошел в зал.

Навального доставили в суд, передает корреспондент «Медиазоны». Приставы вывели из коридора двоих человек, которые пытались сфотографировать политика.

Перед началом заседания журналистов пустили в зал, чтобы они смогли сделать фото— и видеосъемку. Позднее приставы попросили всех представителей прессы выйти. Часть журналистов к этому требованию не прислушались, но большинство из них покинули зал.
- Плохая слышимость в зале судебного заседания, судьи не используют средства звукоусиления

Случаи «нашептывания» приговора подтвердил и адвокат BMS Law Firm Дмитрий Косенко. «Преднамеренное еле слышное провозглашение решения со стороны суда свидетельствует о неуважении к участникам процесса и слушателям в судебном заседании. Более того, приговор, провозглашенный таким образом, вряд ли может убедить кого-либо в его обоснованности и справедливости», – заявил эксперт. По его словам, как правило, такое встречается по уголовным делам, где имеются очевидные сомнения в позиции обвинения и судья по тем или иным причинам торопится провозгласить приговор.

Судья, открыв заседание, объяснила причину сорокаминутной задержки, но из-за шума с улицы мы её не расслышали.

Ваша честь. Я ничего не слышу здесь. Я очень прошу, чтобы адвокаты и прокуроры говорили в микрофон. Мы ничего не слышим.